# كوني جونز
كوني جونز (بالإنجليزية: Connie Jones)‏‏ (22 مارس 1934 في نيو أورلينز - 13 فبراير 2019 ) عازف جاز من الولايات المتحدة.

## روابط خارجية
- كوني جونز على موقع أول ميوزيك (الإنجليزية)
- كوني جونز على موقع ديسكوغز (الإنجليزية)